# The Masters (dardos)
The Masters es un torneo profesional de dardos organizado por la Corporación Profesional de Dardos, y que se disputa anualmente.

## Resultados
| Año  | Final                       | Final     | Final                          |
| Año  | Campeón                     | Resultado | Finalista                      |
| ---- | --------------------------- | --------- | ------------------------------ |
| 2013 | Phil Taylor (108.50)        | 10–1      | Adrian Lewis (100.03)          |
| 2014 | James Wade (91.39)          | 11-10     | Merwyn King (92.15)            |
| 2015 | Michael van Gerwen (112.49) | 11-6      | Raymond van Barneveld (96.13)  |
| 2016 | Michael van Gerwen (98.94)  | 11-6      | Dave Chisnall (96.71)          |
| 2017 | Michael van Gerwen (109.42) | 11-7      | Gary Anderson (103.58)         |
| 2018 | Michael van Gerwen (105.85) | 11-9      | Raymond van Barneveld (100.55) |
| 2019 | Michael van Gerwen (99.82)  | 11-5      | James Wade (87.44)             |
| 2020 | Peter Wright (95.01)        | 11-10     | Michael Smith (89.71)          |
| 2021 | Jonny Clayton (104.10)      | 11-8      | Merwyn King (94.95)            |
| 2022 | Joe Cullen (96.89)          | 11-9      | Dave Chisnall (90.23)          |
| 2023 | Chris Dobey (94.05)         | 11-7      | Rob Cross (90.20)              |
| 2024 | Stephen Bunting (102.50)    | 11-7      | Michael van Gerwen (98.27)     |

### Más campeonatos
| Jugador            | Títulos | Subcampeonatos | Año de los títulos           |
| ------------------ | ------- | -------------- | ---------------------------- |
| Michael van Gerwen | 5       | 0              | 2015, 2016, 2017, 2018, 2019 |
| James Wade         | 1       | 1              | 2014                         |
| Jonny Clayton      | 1       | 0              | 2021                         |
| Peter Wright       | 1       | 0              | 2020                         |
| Phil Taylor        | 1       | 0              | 2013                         |
| Joe Cullen         | 1       | 0              | 2022                         |
| Chris Dobey        | 1       | 0              | 2023                         |
| Stephen Bunting    | 1       | 0              | 2024                         |